# Aerofotografia

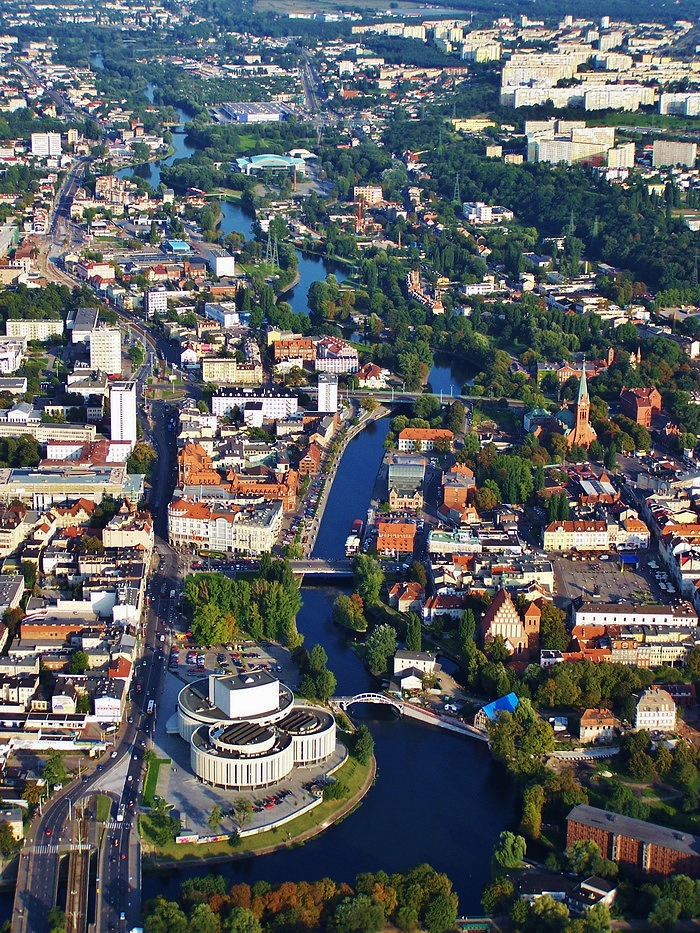
Zdjęcie lotnicze Bydgoszczy

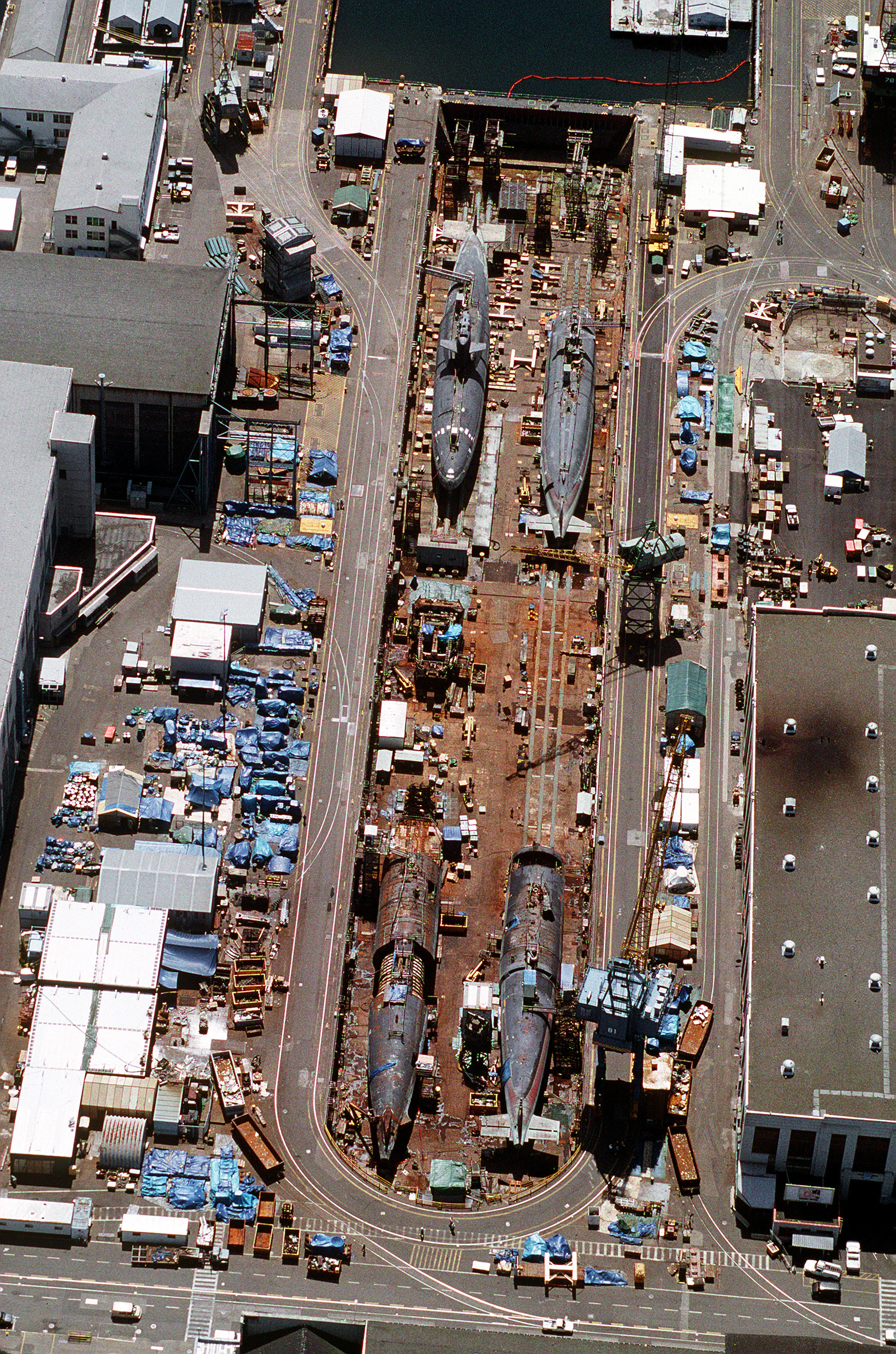
Zdjęcie lotnicze demontowanych okrętów podwodnych z napędem jądrowym

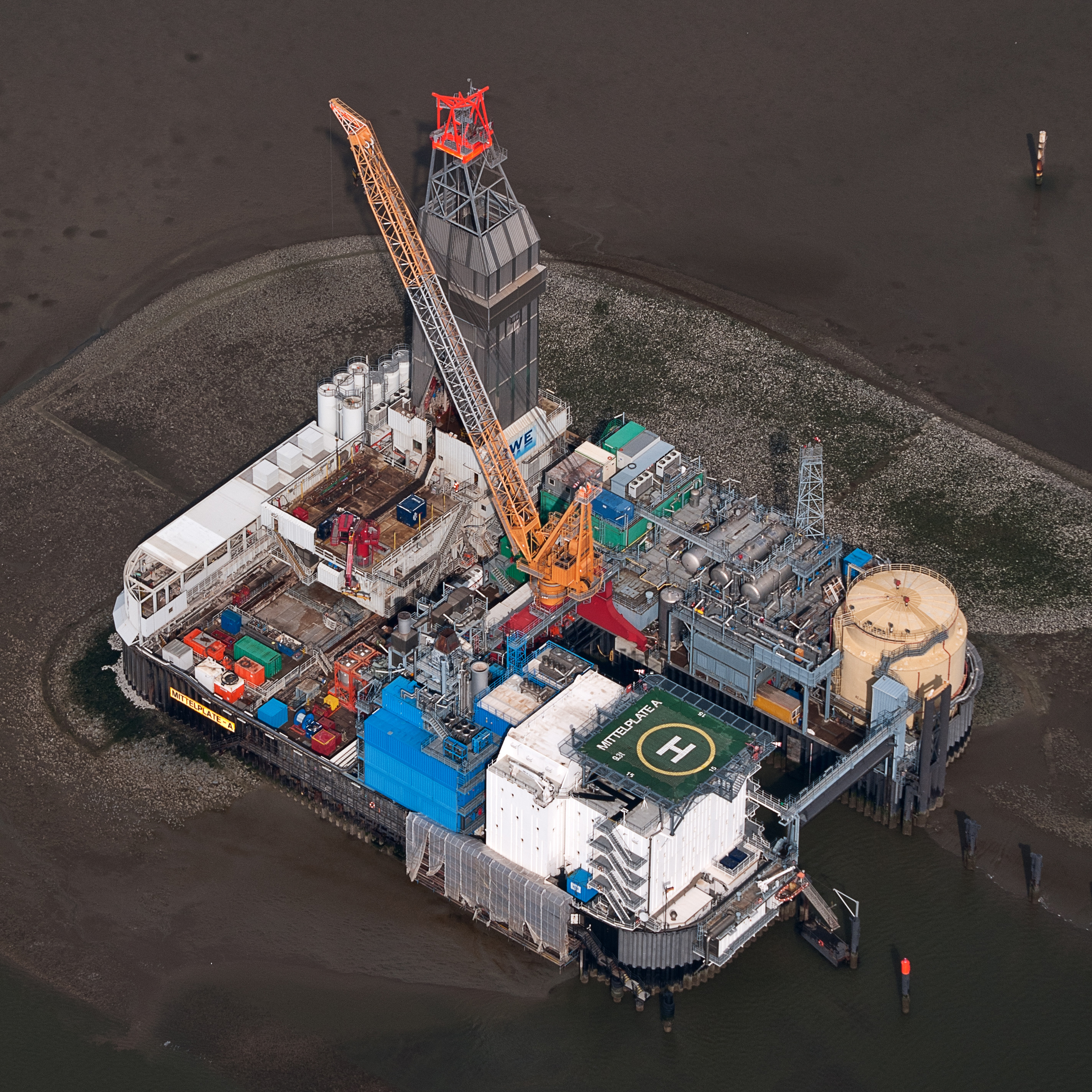

Aerofotografia (fotografia lotnicza, zdjęcia lotnicze) – dziedzina wykorzystywania fotografii, polegająca na wykonywaniu zdjęć z "lotu ptaka": balonów, samolotów, helikopterów, satelitów, spadochronów, latawców (fotografia latawcowa) oraz modeli zdalnie sterowanych.
Fotografia lotnicza polega na robieniu zdjęć powierzchni ziemi z dużych wysokości. Aparat może być trzymany w ręku lub zamontowany na odpowiedniej podstawie, a obsługiwany jest manualnie lub zdalnie przez fotografa. Aerofotografia nie powinna być mylona z fotografią Air-to-Air – kiedy to zdjęcia robione są na dużych wysokościach, ale obiektom lotniczym, a nie naziemnym, jak to ma miejsce w tradycyjnej fotografii lotniczej.

## Historia
Fotografię lotniczą zapoczątkował francuski fotograf i baloniarz Gaspard-Félix Tournachon, znany jako „Nadar”, w 1858 w Paryżu. Do dziś nie zachowało się żadne ze zrobionych przez niego zdjęć.
Najstarszym zdjęciem, które możemy podziwiać jest "Boston, as the Eagle and the Wild Goose See It" z 13 września 1860 roku. Jego autorami są James Wallace Black i Samuel Archer King, a wykonano je z wysokości 630 metrów z lecącego balonu.
Pierwszy półautomatyczny aparat wykorzystywany do zdjęć lotniczych został zaprojektowany przez rosyjskiego inżyniera wojskowego – Płk. Potte. Po raz pierwszy został on zaprezentowany 24 kwietnia 1909 roku. Aparat autorstwa Płk. Potte był wykorzystywany podczas I wojny światowej.
W armii brytyjskiej, w czasie I wojny światowej  jako pierwsze wprowadzono do użytku aparaty  typu A. Pracowały na płytach szklanych o wymiarach 4x5 cali, każdą płytę trzeba było załadować do aparatu osobno. Sam aparat trzeba było wystawić poza burtę samolotu (nie był zamontowany na stałe). Zostały zastąpione aparatami typu C, umieszczonymi pod kadłubem. Stopniowo udoskonalano konstrukcję aparatów, na przykład wprowadzając obiektyw szerokokątny o ogniskowej 10 cali, który umożliwiał sfotografowanie z wysokości 6 km obszaru o powierzchni 5x3 km.
W 1916 roku Royal Flying Corps zastąpiły aparaty drewniane (skrzynkowe) aparatami metalowymi. Kolejny typ - L - posiadał obiektyw o ogniskowej 20 cali i ulepszony mechanizm ładowania negatywów do komory. Po zakończeniu Wielkiej Wojny wojskowy zwiad powietrzny stopniowo zanikał. Wzrastały jednak potrzeby firm cywilnych, które wykorzystywały zdjęcia lotnicze do opracowywania map. Na ich potrzeby szwajcarska firma Wild opracowała "przetwornik" model A5 Stereo Plotter do interpretacji zdjęć stereoskopowych. Dzięki dziewięciokrotnemu powiększeniu, wprawny operator na podstawie zdjęć zrobionych z wysokości 10.000 metrów mógł opracować mapę szczegółową w skali 1:25.000.
Po serii niepowodzeń, RAF wprowadził w 1940 roku samolot typu spitfire, doposażony w dodatkowy bak o pojemności 140 litrów pod lewym skrzydłem, Jego ciężar równoważyły dwa aparaty fotograficzne o obiektywach ośmiocalowych, zawieszone pod prawym skrzydłem. Ten samolot miał zasięg 1300 kilometrów.
W 1941 roku wprowadzono pierwszy aparat z obiektywem o ogniskowej 36 cali. Umożliwiał on wykonywanie z wysokości 10.000 metrów zdjęć w skali 1:10.000. W tym samym roku wprowadzono kolejny nowy typ aparatu (F-52) z obiektywem o ogniskowej 40 cali, pracujący na filmie o formacie klatki 8,5 x 7 cali. Standardowa kaseta z filmem umożliwiała wykonanie 500 zdjęć. Najczęściej stosowano trzy aparaty: dwa zsynchronizowane skierowane w dół (dające zdjęcia stereoskopowe) oraz trzeci do fotografii ukośnej. Aparaty wyzwalane były ręcznie (często przyciskiem umieszczonym w miejscu spustu karabinu pokładowego - samoloty zwiadowcze nie posiadały broni), możliwe było także fotografowanie ciągłe (ograniczone pojemnością kasety z filmem) obszaru nalotu.

## Typy fotografii lotniczej
- fotografie ukośne – zdjęcia robione pod kątem na małych wysokościach
- fotografie pionowe – zdjęcia robione prosto w dół; używane przy fotogrametrii i interpretacji obrazu
- zdjęcia kombinowane – połączenie różnych rodzajów zdjęć lotniczych w zależności od możliwości i ostatecznego przeznaczenia

## Film lotniczy
Postęp w dziedzinie wideofilmowania przyczynił się do rosnącej popularności zastosowań tego materiału w perspektywie lotniczej. Podobnie jak w przypadku zdjęć, film lotniczy ma bardzo szerokie zastosowanie zarówno w odniesieniu do projektów komercyjnych, jak i niekomercyjnych.
Przy filmie lotniczym często wykorzystuje się specjalistyczne programy do mapowania wideo, a także popularny system pozycjonowania GPS, co ułatwia późniejszą synchronizację i dostosowanie materiału do własnych potrzeb.
Film lotniczy wykorzystywany jest do nagrywania na wielu różnych platformach. Mogą to być samoloty, helikoptery, paralotnie, balony, latawce czy drony – niewielkie bezzałogowe modele latające.

## Zastosowanie komercyjne
Fotografia oraz film lotniczy znalazły szerokie zastosowanie w projektach komercyjnych. Tego typu materiały stosuje się głównie w badaniach naukowych oraz reklamie.
Możliwość używania różnych podzespołów optoelektronicznych – od zwyczajnych aparatów i kamer po specjalnie zaprojektowane głowice, poszerza zastosowanie na kolejne pola eksploatacji: ochrona, transport, poszukiwania złóż ropy, gazu czy wsparcie misji poszukiwawczych.
Lotnicze materiały multimedialne doskonale sprawdziły się w szeroko pojętym marketingu. Pozwalają one na tworzenie bardzo ciekawych zdjęć i filmów, które można wykorzystać w promocji np. nieruchomości. Zdjęcia lotnicze stały się istotnym narzędziem przekazywania informacji. Są uzupełnieniem artykułów i komunikatów dziennikarskich na całym świecie.

## Fotografia lotnicza w Polsce

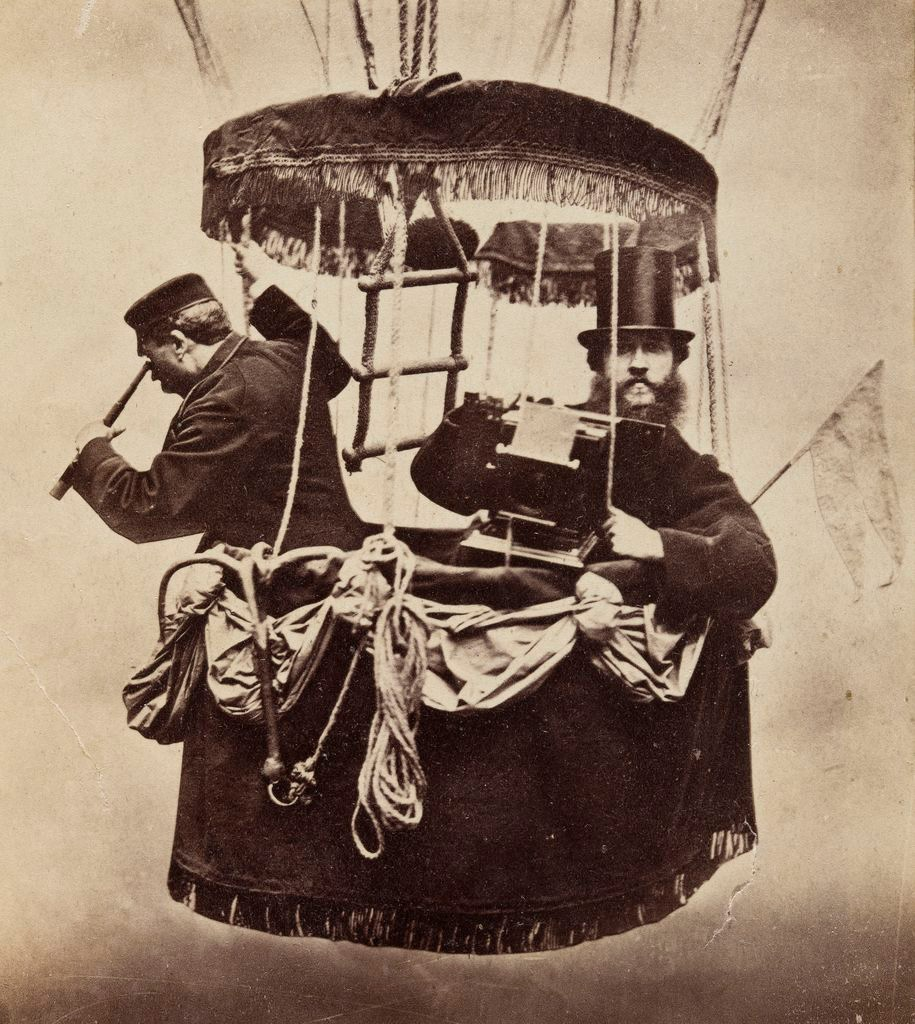
Polski fotograf i wynalazca Konrad Brandel z aparatem w gondoli balonu - zdjęcie z 1865 roku.

Pierwsze fotografie z powietrza wykonywano w Polsce już w XIX wieku wykorzystując do tego celu balony na ogrzane powietrze. Autorem najstarszych znanych, polskich zdjęć lotniczych był polski fotograf oraz wynalazca Konrad Brandel. Wykonał on pierwsze zdjęcia z powietrza już w 1865 roku z gondoli balonu lecącego nad Warszawą.
W okresie międzywojennym balony wykorzystywano do wykonywania dokumentacji fotograficznej stanowisk archeologicznych. Pionierem takiego zastosowania balonów w Polsce był polski archeolog Wojciech Kóčka, który wraz ze Zdzisławem Rajewskim zaprojektował balon na uwięzi do wykonywania zdjęć terenu wykopalisk z lotu ptaka, stając się w ten sposób jednym z pionierów archeologii lotniczej w Polsce. Po raz pierwszy metodę tę zastosowano w latach 1934–1938 podczas dokumentacji stanowiska archeologicznego w Biskupinie, a także 1937–1938 w Gnieźnie oraz podczas inwentaryzacji grodzisk wczesnośredniowiecznych na terenie Wielkopolski.

Fotografia lotnicza gromadzi w Polsce coraz szersze grono zwolenników, którzy korzystając z różnych rozwiązań wykonują unikatowe zdjęcia z lotu ptaka. Wykonany materiał stanowi dokumentację wielu punktów na mapie Polski – miast, parków narodowych, zabytków czy imprez kulturowych. 